# Dualidad-U
En física teórica, la dualidad-U (abreviatura de dualidad unitaria) es una simetría de la teoría de cuerdas o teoría M que combina las transformaciones de la dualidad-S y la dualidad-T.
El término es más a menudo utilizado en el marco del "grupo (simetría) de dualidad-U" de la teoría M que define un sustrato espacial particular (variedad topológica). Ésta es la unión de todas las dualidades-S y la dualidades-T disponibles en esa topología. El significado estricto de la palabra " dualidad-U" es una de aquellas dualidades que no se pueden clasificar ni como dualidad-S  ni como dualidad-T; por ejemplo, una transformación que intercambia de una gran geometría de una teoría con la constante de acoplamiento de otra teoría.